# Museo del Juguete (Trujillo)
El Museo del Juguete es un museo ubicado en la ciudad de Trujillo, departamento de la Libertad, Perú. Exhibe una colección de juguetes antiguos, la mayoría de forma artesanal, peruanos y de todo el mundo. La colección particular abarca desde la época prehispánica hasta la década de 1950. Es el primer museo de juguete en Latinoamérica.

## Descripción
Fue creado por el artista plástico Gerardo Chávez en el 2001. Está ubicado en una casona colonial en el Jr. Independencia 713. Está formado por más de 4000 piezas de juguetes entre los que se encuentran:
- Silbatos de la cultura moche (700 D.C.)[2]
- Muñecas de las culturas chimú y chancay
- Cochecitos y trenes
- Triciclos
- Caballos de madera
- Soldaditos de plomo
- muñecas de tela y porcelana
- casas de muñecas de mediados del siglo XX

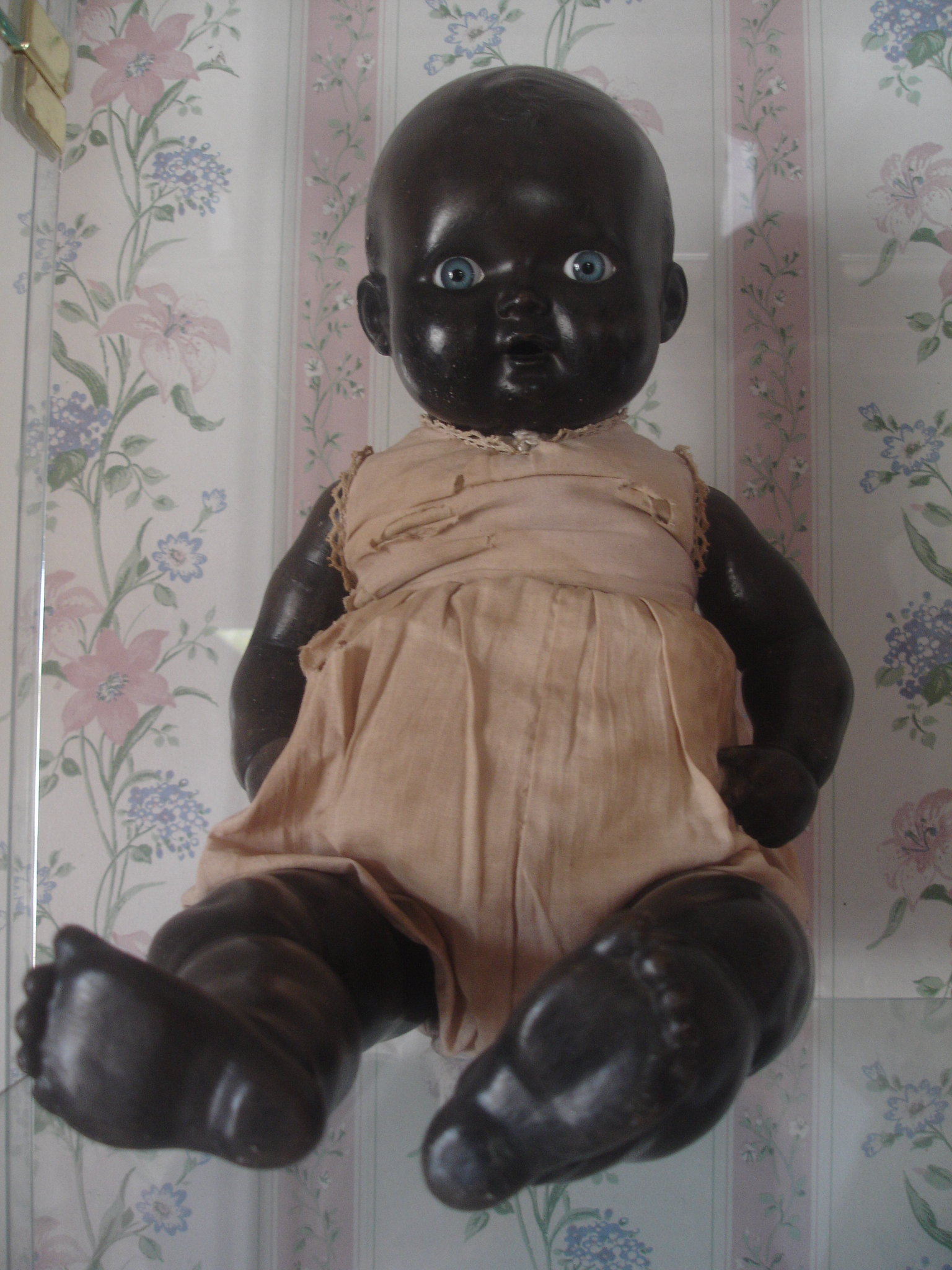